# Migdalia González
Migdalia I. González Arroyo (Añasco, 4 de agosto de 1973) es una política puertorriqueña que sirve como miembro del Senado de Puerto Rico por el distrito senatorial de Mayagüez IV. Derrotada en las elecciones generales del 2024.

## Vida
González nació el 4 de agosto de 1973 en Añasco, Puerto Rico, hijo de Ernesto González Ernesto González Piña y Migdalia Arroyo Negroni. Obtuvo un bachillerato en microbiología industrial de la Universidad de Puerto Rico en Mayagüez. También completó el programa de preparación docente con especialidad en biología.González obtuvo una maestría con especialización en dirección estratégica y liderazgo de la Universidad del Este. Actualmente está completando un doctorado en el programa de desarrollo empresarial con especialización en recursos humanos en la Universidad Interamericana de Puerto Rico.
Trabajó para el Departamento de Educación de Puerto Rico. Posteriormente se desempeñó como administradora regional del CRIM - Mayagüez.Miembro del Partido Popular Democrático, fue elegida el 3 de noviembre de 2020 y asumió el cargo en 2021.En febrero de 2023 anunció su campaña para ser la segunda vicepresidenta del PPD, puesto al que fue elegida.

## Historial electoral
| Elección | Cargo                                | Partido | Partido | Votos  | %     | Posición | Resultado |
| -------- | ------------------------------------ | ------- | ------- | ------ | ----- | -------- | --------- |
| 2020     | Senadora por el distrito de Mayagüez |         | PPD     | 63,481 | 20.82 | 2.ª      | Electa    |
| 2024     | Senadora por el distrito de Mayagüez |         | PPD     | 56,908 | 20.06 | 3.ª      | Derrotada |